# Chuu
Chuu（1999年10月20日—）本名為金智雨（：／ Kim Ji woo），韓國女歌手，出生於韩国忠清北道清州市，曾是Blockberry Creative旗下女子团体本月少女的成员之一以及本月少女固定子团体yyxy的一员。2017年12月28日Chuu以单曲专辑《Chuu》先行个人出道，是本月少女成员中第十个被公开身份的成员，并在2018年8月19日随本月少女以《+ +》团体出道。隊中代表色是淺橙紅，代表動物是企鵝。

## 早年生活
Chuu于1999年10月20日出生于韩国忠清北道的清州市，本貫為金海金氏。媽媽是聲樂家。Chuu的小学和初中时代都是在清州市度过的。在初中时期，Chuu与未来组合本月少女的队友Kim Lip曾在同一所学校就读。2014年12月，Chuu通过了韓林演藝藝術高等學校的测试并成为了该校的一名学生，并在2018年2月毕业。她也擁有跆拳道三段黑帶。

## 演艺生涯
2017年12月14日，Blockberry Creative在其官方主页和社交媒体上公开了Chuu的预告照，这是Blockberry Creative公开的第十位未来组合成员。Blockberry Creative同时表示Chuu的个人专辑将于同月发布。23日，Chuu的个人单曲专辑《Chuu》的预告公开，该专辑由主题曲《Heart Attack》和与Yves合作的收录曲《Girl's Talk》组成。28日，Blockberry Creative公开了《Heart Attack》的音乐录像带和专辑曲目的音源，并正式开始发售专辑。
2018年3月9日，Blockberry Creative公开了最后一位本月少女成员（Olivia Hye）的预告照，并表示Yves、Chuu、Go Won和即将公开的最后一位成员将组成新的固定子团体。4月27日，Blockberry Creative释出了新子团体的预告录像，并公开其名称yyxy。5月30日，Chuu和yyxy通过专辑《Beauty & the Beat》出道，并同时公开了其在匈牙利布达佩斯拍摄的主题曲《Love4eva》之MV。
2018年8月19日，Chuu作为本月少女成员在首尔漢南洞举行了出道舞台，并正式以本月少女的成员身份出道。
除了随本月少女进行组合活动外，Chuu还参与过2020年KBS2电视剧《出师表》和2021年网剧《圣诞的便利店》（与DRIPPIN成员李协合作）原聲帶的演唱。
除歌手活动外，Chuu也有出任主持人和尝试演技之经历。2019年5月2日，Chuu与Fromis 9成员張圭悧等出演的tvN D網劇《必修恋爱教养》预告公开，该剧在10日进行了首播。
2020年12月9日，Chuu与HaNi、宣美、YooA和請夏共同主持的Mnet真人秀《奔跑的关系》播出。11月30日，Chuu及CJ E&M的創作者影音平台DIA TV創立其新的YouTube頻道，正式名稱為“지구를 지켜츄（ Chuu can do it）”。2021年3月23日，Chuu以主持身份參與的Channel A & SKY真人秀《鋼鐵部隊》播出。
2022年11月25日，Blockberry Creative宣布以「對員工施行言語暴力，對其心理造成重大傷害」為由，將Chuu自本月少女移除。消息一出，立即有許多曾經與Chuu工作過的人公開聲援Chuu，表示Chuu既溫柔又善良，並對Blockberry Creative的聲明嗤之以鼻，認為聲明中所述的言語暴力事件完全是Blockberry Creative一手捏造的。亦有15位娛樂圈相關人士出面力挺Chuu。本月少女成員賢眞亦於社交平台Fab公開表示「我的頭很痛，心也很痛。我很生氣，我真的超級生氣」，並拜託粉絲們繼續支持Chuu，因為她應該是對此事感到最難過的人。11月28日，Blockberry Creative再次發布有關Chuu退團一事的聲明。該聲明表示：「先前的聲明的目的是解釋目前情況與Chuu退團的原因，而不是為了揭露Chuu濫用權力的事情。」對於大眾所要求的證據，該聲明解釋：「關於事實，如果有不公平的地方，那是應該由當事者揭發的問題。如果Chuu和受害者同意，本公司將會配合提供關於此事件的資訊與證據。」即使拒絕了讓大眾確認Chuu施行言語暴力一事的真實性，該聲明仍義正辭嚴地要求大眾與媒體：「請不要在沒有證據的情況下發表猜測性的言論，以及用惡意評論和謠言來破壞Blockberry Creative的名聲。」
2023 年 8 月 17 日，法院裁定 Chuu 與前公司 Block Berry Creative 之間的專屬合同無效。Block Berry Creative 應該承擔訴訟費用。這讓 Chuu 完全擺脫了 Block Berry Creative。

## 音乐作品

### 单曲专辑
| 單曲 | 專輯資料                                                        | 曲目                                                |
| ---- | --------------------------------------------------------------- | --------------------------------------------------- |
| 1st  | 《Chuu》 - 發行日期：2017年12月28日 - 語言：韓語 - 銷量：15,386 | 曲目 1. Heart Attack (츄) 2. Girl's Talk (이브, 츄) |

### 迷你專輯
| 迷你專輯 | 專輯資料                                                             | 曲目                                                            |
| -------- | -------------------------------------------------------------------- | --------------------------------------------------------------- |
| 1st      | 《Howl》 - 發行日期：2023年10月18日 - 語言：韓語 - 專輯銷售量:45,029 | 曲目 1. Howl 2. Underwater 3. My Palace 4. Aliens 5. Hitchhiker |

### 影视原声带
| 曲序 | 曲目         | 词曲           | 编曲           | 演唱             | 备注                   | 时长 |
| ---- | ------------ | -------------- | -------------- | ---------------- | ---------------------- | ---- |
| 1.   | 春花（봄꽃） | 김규현, 최영아 | 김규현, 최영아 | Chuu（本月少女） | 电视剧《出师表》原聲帶 | 3:14 |

| 曲序 | 曲目                                   | 词曲       | 编曲                           | 演唱                              | 备注                       | 时长 |
| ---- | -------------------------------------- | ---------- | ------------------------------ | --------------------------------- | -------------------------- | ---- |
| 1.   | 喜欢你，所以呢（Hello）（좋아서 그래） | Gaho, MAVI | Gaho, MAVI, Ownr, String, 지상 | Chuu（本月少女）、李协（DRIPPIN） | 网剧《圣诞的便利店》原聲帶 | 3:08 |

## 影視作品

### 戲劇
| 年份   | 電視台 | 劇名               | 角色   |
| 2025年 | KBS    | 《我的女友比我帥》 | 姜敏珠 |